# Jamie Linden (hockey sur glace)
Jamie Marion Linden (né le 19 juillet 1972 à Medicine Hat, dans la province de l'Alberta, au Canada) est un joueur professionnel canadien de hockey sur glace qui évoluait au poste d'ailier droit.

## Biographie
Frère cadet de Dean et de Trevor Linden, Jamie joue dans la Ligue de hockey de l'Ouest (LHOu) de 1988 à 1993. Alors que Trevor est sélectionné à la 2e position du repêchage d'entrée dans la Ligue nationale de hockey (LNH), Jamie signe un contrat comme agent libre le 4 octobre 1993 avec les Panthers de la Floride dans la LNH mais ne dispute que quatre matches avec eux en 1994 et effectue l'essentiel de sa carrière dans la Ligue internationale de hockey et la Ligue américaine de hockey. Il prend sa retraite en 1998 et devient promoteur immobilier.

## Statistiques
| Saison    | Équipe                   | Ligue |    | Saison régulière | Saison régulière | Saison régulière | Saison régulière | Saison régulière |   | Séries éliminatoires | Séries éliminatoires | Séries éliminatoires | Séries éliminatoires | Séries éliminatoires |
| Saison    | Équipe                   | Ligue | PJ | B                | A                | Pts              | Pun              | PJ               | B | A                    | Pts                  | Pun                  |                      |                      |
| 1988-1989 | Tigers de Medicine Hat   | AMHL  | 37 | 16               | 13               | 29               | 85               |                  |   |                      |                      |                      |                      |                      |
| 1988-1989 | Winter Hawks de Portland | LHOu  | 1  | 0                | 1                | 1                | 0                |                  |   |                      |                      |                      |                      |                      |
| 1989-1990 | Winter Hawks de Portland | LHOu  | 67 | 5                | 7                | 12               | 124              |                  |   |                      |                      |                      |                      |                      |
| 1990-1991 | Winter Hawks de Portland | LHOu  | 2  | 0                | 1                | 1                | 6                |                  |   |                      |                      |                      |                      |                      |
| 1990-1991 | Raiders de Prince Albert | LHOu  | 64 | 9                | 12               | 21               | 114              | 3                | 0 | 0                    | 0                    | 0                    |                      |                      |
| 1991-1992 | Raiders de Prince Albert | LHOu  | 4  | 2                | 1                | 3                | 8                |                  |   |                      |                      |                      |                      |                      |
| 1991-1992 | Chiefs de Spokane        | LHOu  | 60 | 7                | 10               | 17               | 302              | 10               | 0 | 0                    | 0                    | 69                   |                      |                      |
| 1992-1993 | Chiefs de Spokane        | LHOu  | 15 | 3                | 1                | 4                | 58               |                  |   |                      |                      |                      |                      |                      |
| 1992-1993 | Tigers de Medicine Hat   | LHOu  | 50 | 9                | 9                | 18               | 147              | 10               | 1 | 6                    | 7                    | 15                   |                      |                      |
| 1993-1994 | Cyclones de Cincinnati   | LIH   | 47 | 1                | 5                | 6                | 55               | 2                | 0 | 0                    | 0                    | 2                    |                      |                      |
| 1993-1994 | Bulls de Birmingham      | ECHL  | 16 | 3                | 7                | 10               | 38               |                  |   |                      |                      |                      |                      |                      |
| 1994-1995 | Panthers de la Floride   | LNH   | 4  | 0                | 0                | 0                | 17               |                  |   |                      |                      |                      |                      |                      |
| 1994-1995 | Cyclones de Cincinnati   | LIH   | 51 | 3                | 6                | 9                | 173              |                  |   |                      |                      |                      |                      |                      |
| 1995-1996 | Monarchs de la Caroline  | LAH   | 50 | 4                | 8                | 12               | 92               |                  |   |                      |                      |                      |                      |                      |
| 1996-1997 | Monarchs de la Caroline  | LAH   | 3  | 0                | 0                | 0                | 5                |                  |   |                      |                      |                      |                      |                      |
| 1996-1997 | Griffins de Grand Rapids | LIH   | 48 | 8                | 8                | 16               | 138              | 5                | 1 | 1                    | 2                    | 4                    |                      |                      |
| 1997-1998 | Thunder de Las Vegas     | LIH   | 28 | 1                | 1                | 2                | 62               |                  |   |                      |                      |                      |                      |                      |
| 1997-1998 | Griffins de Grand Rapids | LIH   | 2  | 0                | 1                | 1                | 5                | 1                | 0 | 0                    | 0                    | 0                    |                      |                      |